# Kehtaa Hai Dil Baar Baar
Kehtaa Hai Dil Baar Baar – bollywoodzka komedia romantyczna z 2002 roku – debiut późniejszego reżysera Parzania (Rahul Dholakia). W rolach głównych Paresh Rawal, Jimmy Shergill, Kim Sharma, Johny Lever. W filmie nawiązującym do Poznaj moich rodziców  (z Robertem De Niro) – podziały biedni-bogaci, z Gudżaratu-z Pendżabu pokonane przez miłość.

## Fabuła
New Jersey. Ranchodlal Patel (Paresh Rawal), emigrant z indyjskiego Gudżaratu naście lat myjąc auta Amerykanom z trudem i w upokorzeniach uczyniwszy siebie bogatym marzy teraz o tym, by dla swych dwóch córeczek Namraty i Ritu (Kim Sharma) znaleźć godnych narzeczonych.Zięć musi być bogaty, wykształcony i z Gudżaratu. Namrata wychodzi za mąż spełniając jego oczekiwania, ale Ritu na praktyce lekarskiej w Nowym Jorku poznaje cieszącego się życiem Sundara Kapoora (Jimmy Shergill). Sprzedający na ulicy indyjskie jedzenie kucharz z Pendżabu w oczach ojca Ritu nie jest księciem z bajki. Jednak na prośbę Ritu Sundra ma spędzić tydzień w ich domu, aby pozyskać serce Patela!

## Obsada
- Paresh Rawal jako Ransod Rai „the Roger” Patel
- Jimmy Shergill jako Sunder Kapoor
- Kim Sharma jako Ritu Patel
- Johnny Lever jako Natwar (as Jhonny Lever)
- Ranjeet jako oficer w biurze emigracyjnym
- Nina Kulkarni jako Kamla Patel

## Piosenki
1. Asman Se Chand Laoon
2. Jaane Kab Anjane
3. deewano ko pata hai
4. Dikri Amhari Gujrat Ni Che Sada Mnda Punjabi